# Klagetoh, Arizona
Klagetoh, Arizona (енгл. Klagetoh) насељено је место без административног статуса у америчкој савезној држави Аризона.

## Демографија
По попису из 2010. године број становника је 242.
| Група             | 2000.    | 2010.    |
| Белци             | 0 (0,0%) | 0 (0,0%) |
| Афроамериканци    | 0 (0,0%) | 0 (0,0%) |
| Азијати           | 0 (0,0%) | 3 (1,2%) |
| Хиспаноамериканци | 0 (0,0%) | 2 (0,8%) |
| Укупно            | 0        | 242      |